# Laistrygonové

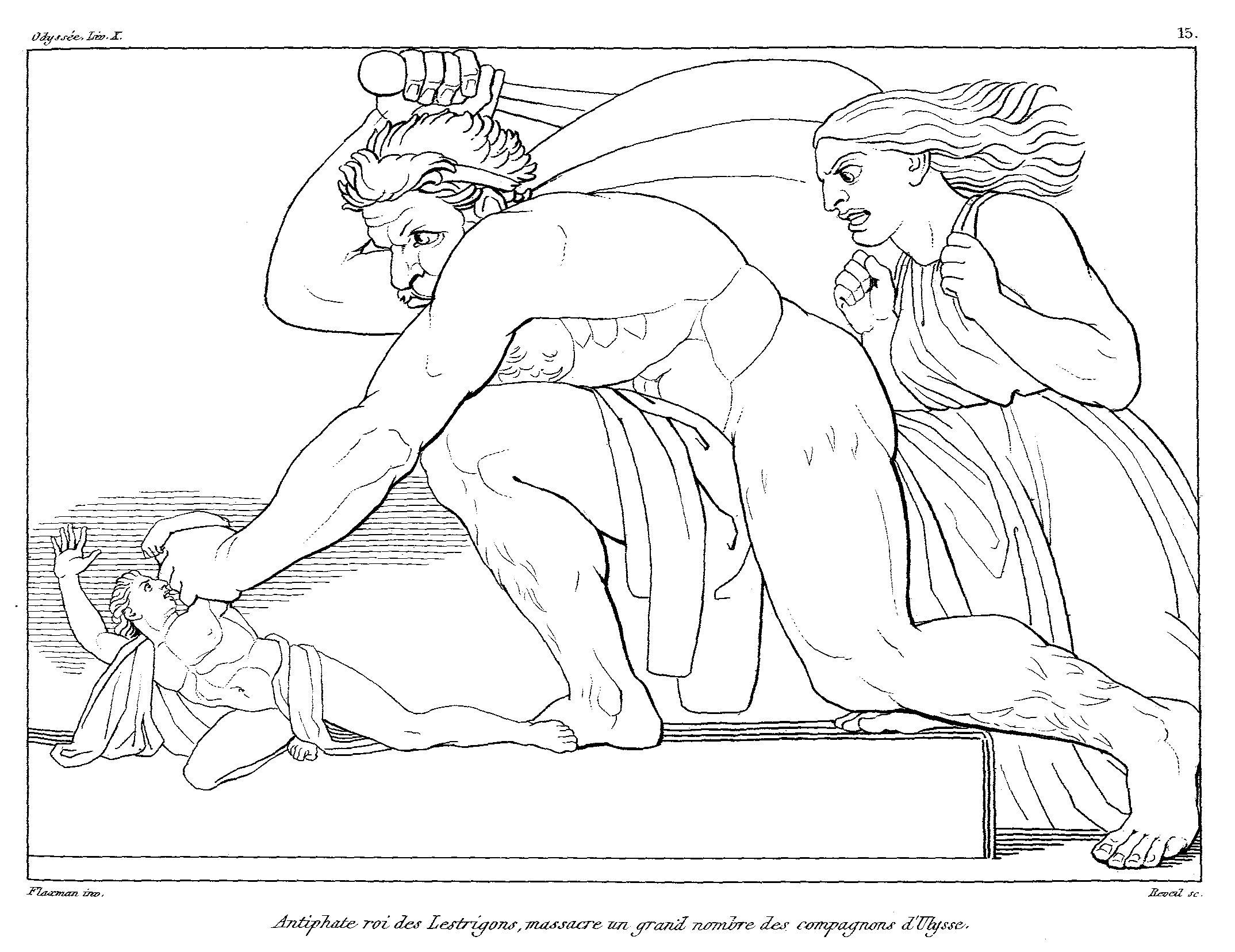
Antiphátés, král Laistrygonů

Laistrygonové (latinsky Laestrygones) jsou v řecké mytologii národ obrovských divokých lidožroutů.
Když se ithacký král Odysseus vracel z trojské války, dostal se na ostrov Sicílie a přistál se svými dvanácti koráby na západním pobřeží. Tam ho čekalo velké nebezpečí a zkáza.
Laistrygonové byli národem lidožravých obrů, jejichž náčelník či král Antifatés přes veškerou opatrnost Odyssea a jeho druhů přepadl námořníky a jednoho hned zabil a nechal připravit k jídlu. Odysseus připlul k ostrovu s dvanácti koráby, které obři hned vyhledali a zasypali je kamením, aby lodě nebyly připraveny k odplutí. Potom obři sešli dolů na pláž a dál zabíjeli lodníky a chystali hostinu.
Odysseovi se podařilo zachránit jedinou loď s malým zbytkem lodníků, kteří si oddechli až daleko na volném moři a děkovali za svou záchranu.